# Ваља Лунга Романа (Тимиш)
Ваља Лунга Романа (рум. Valea Lungă Română) насеље је у Румунији у округу Тимиш у општини Коштеју. Oпштина се налази на надморској висини од 190 m.

## Прошлост
По "Румунској енциклопедији" место се први пут помиње у документима 1510. године. Аустријски попис 1717. године је регистровао само четири куће у селу. Стара православна црква је подигнута 1794. године. Село се у преводу на српски назива Румунска дугачка долина. Између 1869-1880. године већина православних становника је прешла у "унију"; па су се делом повратили.
Аустријски царски ревизор Ерлер је 1774. године констатовао да место "Дуга Долина" припада округу и дистрикту Лугож. Становништво је било претежно влашко.

## Становништво
Према подацима из 2002. године у насељу је живело 166 становника, од којих су сви румунске националности.